# Otterbach (Murr, Murrhardt)
Der Otterbach ist ein unter 6 km langer, etwa nordostwärts und überwiegend im Murrhardter Wald fließender Mittelgebirgsbach im baden-württembergischen Rems-Murr-Kreis. Er entspringt und mündet im Gebiet der Kleinstadt Murrhardt und läuft kurz auch am Rand zum Gebiet der Nachbargemeinde Kaisersbach. Am Beginn von deren Oberlaufknie fließt er von rechts in die obere Murr ein.
Die Murr hat noch einen weiteren Zufluss Otterbach am Unterlauf wenig vor Steinheim an der Murr.

## Geographie

### Verlauf
Der Otterbach entsteht auf etwa 512 m ü. NHN im Behwald am Südrand des Murrhardter Stadtgebietes dicht an der Grenze zur Gemarkung der Nachbargemeinde Kaisersbach. Der Bach fließt anfangs nordnordostwärts und bald auf der Grenze der beiden Kommunen, erst durch die Waldmulde Wanne, dann in der offenen Flur teils von Bäumen begleitet in leichter Schlängelung fast einen halben Kilometer nördlich am Kaisersbacher Weiler Weidenhof vorbei. Nach gut einem Kilometer erreicht er auf etwa 440 m ü. NHN den Rand des linken Zweigs der nun wieder bewaldeten Dosenklinge, in der er nach gut zweihundert Metern langem, recht steilem Abfall auf 412,5 m ü. NHN sich mit seinem ersten größeren, durch den anderen Klingenast zuletzt von Süden kommenden Zufluss Weidenbach vereint. Die Bäche stürzen über Wasserfallstufen zu Tale, wonach der Otterbach zunächst nordostwärts weiter durch die Klinge zieht.
Am Ende dieses Waldklingenabschnittes wechselt er aufs Murrhardter Stadtgebiet über, nimmt in künftig wenigstens halbseitig offenem Talgrund, in der ihn meist eine Gehölzgalerie begleitet, von links den Kuhbach auf, aus dessen Klinge die L 1120 ins Tal tritt, und von rechts den Pfaffenbach. Danach wendet er sich an der Mettelberger Sägmühle auf nördlichen Lauf. Er passiert die Schlossmühle am rechten Ufer und weiter abwärts den ebenfalls rechts liegenden Weiler Mettelbach, dem gegenüber mit dem Hühnerbach ein weiterer etwas längerer Klingenbach von links zumündet. Nach dem Ort zweigt in nun beidseits des Bachlaufs offenem Talgrund nach links ein ehemaliger Mühlgraben ab, der gegenüber dem am rechten liegenden Marxenhof am linken Hangfuß verläuft und nach dem heute am ehemaligen Mühlplatz stehenden Sanatorium Waldfrieden wieder zurückfließt.
Dort endet sein bisher stets zumindest an den Hängen bewaldeter, recht enger Talabschnitt, der Otterbach tritt nun in die mit seinem größten Zufluss Gänsbach, der am Unterlauf auch Göckelbach genannt wird, gemeinsame, etwa halbkilometerbreite Flurtalmulde ein und wendet sich nach dessen Zufluss von rechts gegenüber dem Göckelhof in die nordwestliche Zugrichtung der Talachse. Nach einem über einen halben Kilometer langen, nun stark mäandrierenden Restlauf mündet er auf etwa 314 m ü. NHN neben der im neuen Tal verlaufenden L 1149 und gegenüber dem Sporn des Raitbergs von rechts in die obere Murr, die um diesen ihre Oberlaufwende von etwa 135° nach links schlägt.
Der Otterbach mündet nach einem 5,7 km langen Lauf mit mittlerem Sohlgefälle von etwa 35 ‰ etwa 198 Höhenmeter unterhalb seiner Quelle in die Murr, die dort zwar schon etwa ein Drittel länger ist als er, aber ein Siebtel weniger an Einzugsgebiet angesammelt hat, als ihr nun der Otterbach hinzufügt.

### Einzugsgebiet
Der Otterbach hat ein 14,8 km² großes Einzugsgebiet, das naturräumlich gesehen überwiegend zum Unterraum Murrhardter Wald der Schwäbisch-Fränkischen Waldberge gehört, während ein kleiner Teil im Nordosten entlang der Unterläufe von Gänsbach und auch Otterbach zu dessen Unterraum Murrtal zählt sowie ein kleiner Streifen im Osten um die oberen rechten Zuläufe des Gänsbachs zum Unterraum Kirnberger Wald gerechnet wird. Im Süden erstreckt es sich bis an den Nordrand des Unterraums Welzheim-Alfdorfer Platten des Welzheimer Waldes im Naturraum Schurwald und Welzheimer Wald. Dort werden zwischen der Kuppe im Gehrn bei Kaisersbach-Höfenäckerle an der Südwest- und der Schanze bei Kaisersbach-Mönchhof an der Südostecke die größten, wenig um 550 m ü. NHN schwankenden Höhen erreicht, das Maximum am Wasserturm am Westrand von Kaisersbach liegt bei etwa 573 m ü. NHN.
Auf etwas mehr als der Hälfte der Fläche steht Wald, der sich mit offenen Anteilen abwechselt. Diese liegen vor allem auf dem Höhenrücken zur obersten Murr links des Otterbachtales und Weidenhof und Metterberg, am Ostrand westlich der Ortsgrenze von Kirchenkirnberg, in schmalen Streifen der mittleren beiden großen Täler sowie auf dem Grund der Talachse aus unterem Gänsbach und unterstem Otterbach. In der offenen Flur dominieren in den Hoch- wie den Tieflagen die Wiesen.
Reihum grenzen die Einzugsgebiete der folgenden Nachbargewässer an:
- Von der Waldkuppe im Gehrn bis zur Mündung liegt jenseits der nordwestlichen Wasserscheide das Einzugsgebiet der obersten Murr, die lange vor allem über ihre rechten Zuflüsse Sitterichbach und Klettenbach konkurriert;
- im Norden nimmt meist jenseits des Hornbergs der rechte Murr-Zufluss Fornsbach den Abfluss zur anderen Seite auf, der nur wenig abwärts des Otterbachs von Osten her in die Murr einfließt;
- im Osten läuft auf der anderen Seite der Hochebene um Kirchenkirnberg der Glattenzainbach nordwärts zur Fichtenberger Rot, einem Zufluss nun des Kochers, dessen Wasser sich erst im Neckar mit dem der Murr vermischt;
- im Südosten verläuft die Wasserscheide kurz zum Quellgebiet des Mosbachs, eines Oberlaufs derjenigen Rot, die an der Voggenberger Sägmühle in den oberen Kocher-Zufluss Lein einfließt;
- im Süden führt jenseits der Stufenkante des Welzheimer Waldes der Ortsbach seinen Abfluss über die Blinde Rot und dann die Finstere Rot derselben Rot zu;
- ebenfalls im Süden liegt das Quellgebiet der Lein selbst und
- im Südwesten entspringt an der Südseite der Gehrn-Kuppe die Wieslauf, größter Zufluss der Rems, die den Neckar noch vor der Murr erreicht.

Etwas über 3 km² des Einzugsgebietes vor allem im Südwesten gehören zur Gemeinde Kaisersbach, fast der ganze übrige Teil davon zum Gebiet der Kleinstadt Murrhardt, ausgenommen nur etwa 0,6 km² auf dem Hornberg rechts des Gänsbach-Unterlaufs, die zur Gemeinde Fichtenberg im Nachbarlandkreis Schwäbisch Hall gehören.
Am Lauf selbst liegen die Murrhardter Orte Mettelberger Sägmühle, Schlossmühle, Mettelbach, Marxhof, Sanatorium Waldfriede und zuletzt Göckelhof. Die drei einzigen Kaisersbacher Orte stehen in Abstand rechts des Oberlaufs (Weidenhof und Bruch) sowie im Tal des ersten rechten Zuflusses gleichen Namens (Weidenbach). Links auf dem Bergrücken neben dem Mittellauf steht Mettelberg, am Lauf des großen Zuflusses Gänsbach folgen aufeinander die Orte Gänshof, Gärtnershof, Mutzenhof, Ober- und Unterneustetten, alle zu Murrhardt gehörig. Rechts der Talachse unterer Gänsbach–unterer Otterbach stehen auf der Höhe Tiefenmahd und Spielhof innerhalb des Einzugsgebietes, dazu wenige Häuser am westlichen Ortsrand des Dorfes Kirchenkirnberg, alle zu Murrhardt gehörig, sowie die zwei kleinen Fichtenberger Orte Hornberg und Hornberger Reute.

### Zuflüsse und Seen
Liste der Zuflüsse und  Seen von der Quelle zur Mündung. Gewässerlänge, Seefläche, Einzugsgebiet und Höhe nach den entsprechenden Layern auf der Onlinekarte der LUBW. Andere Quellen für die Angaben sind vermerkt.
Ursprung des Otterbachs auf etwa 512 m ü. NHN ca. 0,9 km westnordwestlich von Kaisersbach-Weidenhof im Behwald. Der Bach läuft ostnordostwärts bis in die Dosenklinge (oder vielleicht auch Doschenklinge?).
- Weidenbach, von rechts und Südwesten auf 412,5 m ü. NHN[LUBW 7] im beginnenden Waldtal Dosenklinge, 1,5 km und 1,6 km². Entsteht am Waldhang unter dem Kaisersbacher Spatzenhof auf etwa 530 m ü. NHN.
Nach diesem Zufluss läuft der Otterbach in der Dosenklinge zunächst nordostwärts weiter.
  - (Waldhangbach), von rechts und Südosten auf etwa 460 m ü. NHN, 0,6 km und ca. 0,2 km².[LUBW 8] Ursprung auf etwa 540 m ü. NHN unterhalb von Heumahden im Waldgewann Stixenreute.
  - (Flurzufluss), von links und Westen auf etwa 455 m ü. NHN am Hangfuß unterhalb von Kaisersbach-Weidenhof, 0,7 km und über 0,3 km².[LUBW 8] Entsteht auf etwa 510 m ü. NHN in einem kurzen bewaldeten Klingenriss. Abschnittsweise verdolt.
  - (Waldklingenbach), von rechts und Südosten auf etwa 449 m ü. NHN in Kaisersbach-Weidenbach, 0,7 km und unter 0,4 km².[LUBW 8] Entsteht auf etwa 550 m ü. NHN am Waldgewann Weberteich.
  - (Zufluss aus dem Lichtengehrn), von rechts auf etwa 440 m ü. NHN im beginnenden Wald der Dosenklinge, 0,5 km und ca. 0,1 km².[LUBW 8] Entsteht auf etwa 498 m ü. NHN im Waldgewann Lichtengehrn.
- (Waldklingenbach am Nordostrand des Lichtengehrn), von rechts auf etwa 399 m ü. NHN  in der Dosenklinge, 0,7 km und ca. 0,3 km².[LUBW 8] Entsteht auf etwa 515 m ü. NHN südlich über Kaisersbach-Bruch.
- Kuhbach, von links und Westsüdwesten auf etwa 375 m ü. NHN gegenüber einem ersten Gehöft im Stadtgebiet von Murrhardt in der sich wieder öffnenden Talflur, 1,5 km und ca. 0,7 km².[LUBW 8] Entsteht auf etwa 479 m ü. NHN neben der L 1120 Kaisersbach-Ebni–Murrhardt-Mettelbach im Waldgewann Oberer Wald.
  -  Durchfließt auf etwa 452 m ü. NHN einen Teich an der Abzweigung von der Landesstraße nach Murrhardt-Mettelberg, 0,1 ha.
- Pfaffenbach, von rechts und Südosten auf 361,4 m ü. NHN etwas vor und gegenüber der Mettelberger Sägmühle in nun schon offener Auenflur, 1,3 km und 0,9 km². Entspringt auf etwa 540 m ü. NHN im Naturschutzgebiet Steinhäusle.
Nach diesem Zufluss laufen Tal und Bach nordwärts weiter.
- Brunnenbach, von links und Westen auf etwa 358 m ü. NHN nach der Mettelberger Sägmühle, ca. 0,8 km[LUBW 9] und unter 0,3 km².[LUBW 8] Entsteht auf etwa 455 m ü. NHN etwa 50 Meter nordöstlich des Ortsrandes von Mettelberg.
  -  Durchfließt auf etwa 405 m ü. NHN einen hinter einem Waldweg angestauten Teich, 0,1 ha.
- (Bach aus dem Brucher Wald), von rechts und Ostsüdosten auf etwa 355 m ü. NHN vor Murrhardt-Schlossmühle, 0,7 km und ca. 0,3 km².[LUBW 8] Entsteht auf bis 452 m ü. NHN im Brucher Wald.
- Schimmelbächle, von rechts und Südosten auf etwa 337 m ü. NHN in Murrhardt-Mettelbach, ca. 0,6 km[LUBW 9] und ca. 0,3 km².[LUBW 8] Entsteht auf etwa 398 m ü. NHN im Espenhau.
  -  Passiert auf rund 360 m ü. NHN drei Fischteiche am linken Ufer kurz vor Mettelbach, zusammen unter 0,1 ha.[LUBW 10]
- Hühnerbach, von links und Westsüdwesten auf etwa 335 m ü. NHN gegenüber Mettelbach, 1,2 km und 0,6 km². Entsteht auf etwa 453 m ü. NHN nördlich von Mettelberg am Beginn der Hühnerklinge.
- →(Abgang eines ehemaligen Mühlkanals), nach links auf etwa 333 m ü. NHN wenig abwärts von Mettelbach.
- ←(Rücklauf des ehemaligen Mühlkanals), von links auf etwa 325 m ü. NHN am Ende des Waldtales am Sanatorium Waldfrieden, ca. 0,5 km.[LUBW 11]
- Gänsbach, am Unterlauf auch Göckelbach, von rechts und zuletzt Südosten auf 320,1 m ü. NHN[LUBW 7] gegenüber Murrhardt-Göckelhof, 4,2 km und 7,0 km². Der Otterbach selbst ist am Zusammenfluss erst 4,9 km lang und hat erst ein 7,3 km²[LUBW 3] Einzugsgebiet akkumuliert.
Entsteht auf etwa 524 m ü. NHN westlich des Rotenbühls am Waldgewann Finken nahe der Gemeindegrenze von Kaisersbach zu Murrhardt. Der Gänsbach fließt zunächst lange etwa nordwärts
  -  Durchfließt auf etwa 430 m ü. NHN dessen Vorsee und den Treibsee nahe einem Waldwegstern, zusammen 0,2 ha.
  - Pfaffenklingenbach, von rechts und Südsüdosten auf 356,3 m ü. NHN[LUBW 7] kurz vor Murrhardt-Mutzenhof, 2,1 km und ca. 2,3 km².[LUBW 8] Entsteht auf etwa 517 m ü. NHN am Steigenkopf der L 1150 Kaisersbach–Kirchenkirnberg gegenüber der Einmündung der K 1803 von Gschwend-Altersberg her.
    - (Bach vom Hengstberg), von rechts und Ostsüdosten auf etwa 397 m ü. NHN, 1,1 km und ca. 0,4 km².[LUBW 8] Entsteht auf etwa 530 m ü. NHN etwas über dem Wasserreservoir auf dem Hengstberg.
    - Gänsbach (!) aus der Rommelenklinge, von rechts auf etwa 366 m ü. NHN am untersten Lauf gegenüber Murrhardt-Gärtnershof, 1,3 km und ca. 0,7 km².[LUBW 8] Entspringt auf etwa 475 m ü. NHN am oberen Ende des Siedlungsteils Reute entlang der Kaisersbacher Straße von Murrhardt-Kirchenkirnberg.

  -  Passiert auf über 350 m ü. NHN einen länglichen Teich am rechten Ufer bei Mutzenhof, etwas unter 0,1 ha.
  - Kaltbach, von rechts und Osten auf etwa 345 m ü. NHN bei Murrhardt-Oberneustetten, 1,4 km und ca. 0,9 km².[LUBW 8] Entspringt auf etwa 465 m ü. NHN bei Murrhardt-Spielhof.
Nach diesem Zufluss wendet sich der Gänsbach nach links auf nordwestlichen Lauf.
    -  Durchfließt auf etwa 360 m ü. NHN einen Teich nahe bei Oberneustetten, etwa 0,1 ha.

  - Mordklingenbächle, von rechts auf etwa 340 m ü. NHN zwischen Ober- und Unterneustetten, 1,6 km und ca. 0,8 km².[LUBW 8] Entsteht auf etwa 479 m ü. NHN östlich des Weilers Fichtenberg-Hornberg.
    -  Passiert auf Höhen um 350 m ü. NHN eine viergliedrige Teichkette rechts am Lauf bei Oberneustetten, zusammen 0,1 ha.

  - (Bach aus dem Scheithau), von links und Südwesten auf etwa 333 m ü. NHN gegenüber dem unteren Ortsende von Unterneustetten, ca. 0,5 km[LUBW 11] und ca. 0,3 km².[LUBW 8] Entsteht auf etwa 360 m ü. NHN im Scheithau.
    -  Durchfließt auf 350–345 m ü. NHN eine viergliedrige Teichkette an den Birkäckern, zusammen ca. 0,3 ha.[LUBW 4][LUBW 10]

Mündung des Otterbachs von rechts und zuletzt Südosten auf etwa 314 m ü. NHN in das den Raitberg in einer Linkskurve umlaufende Laufknie der oberen Murr. Der Otterbach ist 5,7 km lang und hat ein 14,8 km² großes Einzugsgebiet. Vor seinem Zufluss hat die bis dorthin 7,4 km lange Murr selbst erst ein Einzugsgebiet von 12,8 km² angesammelt.

## Geologie
Der Otterbach entwässert mit den oberen Zuflüssen seines weit aufgefächerten Gewässerbüschels die Schwarzjura-Stufenkante im Norden des Welzheimer Waldes, von der herab das Gelände abfällt bis in den Mittleren Keuper. Die höchsten Quellen liegen deshalb in der eben schon einfallenden Hochebene im Schwarzjura, im dieses nördlich säumenden Band aus Knollenmergel (Trossingen-Formation) oder im obersten Abschnitt des Stubensandsteins (Löwenstein-Formation), der den größten Teil der Fläche einnimmt. Die großen Täler graben sich durch die Oberen Bunten Mergel (Mainhardt-Formation), den Kieselsandstein (Hassberge-Formation), die Unteren Bunten Mergel (Steigerwald-Formation), den dort geringmächtigen Schilfsandstein (Stuttgart-Formation) bis in den Gipskeuper (Grabfeld-Formation) ein, in dessen Schichthöhe der Otterbach auch mündet.
Von diesen mesozoischen Schichten abgesehen gibt es kleine Inseln von Lössderivat aus quartärer Ablagerung über dem Schwarzjura auf den Kammlagen der südlichen Wasserscheide, Terrassensedimente am Fuß des Sporns Lückenberg zwischen Otterbach und oberster Murr beim Göckelhof sowie lösshaltige Fließerden auf der anderen Seite des Untertals am Fuß des Hornbergs. Abgeschwemmtes Gestein liegt rechtsseits des unteren Gänsbachs. Das schon recht weit oben im Otterbach- und Gänsbachtal einsetzende, aber zunächst recht schmale bachbegleitende Auenlehmband weitet sich im Bereich der Talachse aus unterem Gänsbach und unterstem Otterbach stark aus. Etwas über den Hangfüßen liegen einige abgerutschte Schollen.
Das Einzugsgebiet ist tektonisch von vier aus dem Südosten nordwestwärts einlaufenden Störungslinien geprägt, deren zwei bald aussetzen; die Talachse aus unterem Gänsbach und unterstem Otterbach wird größtenteils von den beiden weiterreichenden Störungslinien eingerahmt.
Es gibt fünf Geotope im Einzugsgebiet:
- Am oberen Pfaffenbach etwas südöstlich von Bruch im Steinhäusle genannten Schluchtabschnitt finden sich die für die Bachläufe der Landschaft typischen Hohlkehlen, die unter härteren Stubensandsteinschichten in weicheren Schichten erodiert wurden. Die Überstände brechen zuweilen ab, liegen dann als große Blöcke unterhalb und der vorstehende Sims bildet sich zurückversetzt neu.
- Am Gänsbach noch oberhalb des Treibsee liegt eine große abgerutschte Platte („Große Platte“) aus dem Angulatensandstein im Stubensandstein.
- Südlich des Fichtenberger Weilers Hornberg gibt es in der Mordklinge (Talriss des Mordklingenbachs) einen Aufschluss von den Oberen Bunten Mergeln über den überstehenden Kieselsandstein bis zu den Unteren Bunten Mergeln hinunter.
- Südlich von Mettelberg liegt am Hang des Kuhbach-Taleinschnitts ein aufgelassener Steinbruch im unteren Stubensandstein („Fleins“).
- In einem Hohlweg am Spornfuß des Hornbergs streicht die Bleiglanzbank des Gipskeupers aus.[LUBW 12]

## Natur und Schutzgebiete
Am Oberlauf liegt im Gewässerbett des Otterbachs, der hier über kleine Fälle stürzt und Gumpen eingegraben hat, oft Blockschutt. Am Unterlauf ist er bis zu sieben Meter breit, meist aber schmaler. Er hat sich dort stellenweise in den lehmigen Talgrund bis meterhohe Steilhänge gegraben, im Bett liegen mancherorts Sand- und Kiesbänke. Es wechseln schnell mit langsam fließenden Laufabschnitten. Begleitet ist der Lauf von einer meist nur dünnen Auwaldgalerie, in der Erlen und Eschen dominieren.
Naturdenkmäler im Einzugsgebiet sind
- einige Felsaufschlüsse des unteren Stubensandsteins am Zufluss des Bachs aus dem Lichtengehren zum unteren, eben in die Dosenklinge eingetretenen Weidenbach;
- die Wasserfälle in der Dosenklinge am Zusammenfluss von Otterbach und diesem Weidenbach;
- die schon bei der Geologie erwähnte Große Platte nahe dem obersten Gänsbach;
- der Treibsee mit Umgebung am oberen Gänsbach, ein zur Scheitholztrift angelegter Schwellweiher;
- das tief eingeschnittene, felsgesäumte Kerbtalsystem der Mordklinge mit Wasserfällen
- sowie einige Bäume.

Es gibt darin zwei Naturschutzgebiete, das sogenannte Steinhäusle, ein Schluchtwald mit Felsklingen am oberen Pfaffenbach mit Hangrutschungen, Sandsteingesimsen und Wasserfällen sowie das zum Vogelschutz eingerichtete, nur teilweise innerhalb liegende Naturschutzgebiet Gaab an der Mündung.
Landschaftsschutzgebiete nehmen einen großen Teil der Fläche ein, die Gebiete um die Murrquellflüsse, 1984 errichtet, vor allem die Höhenlagen links des Otterbachtals, zum schon länger bestehenden Gebiet Göckel-, Otterbach- und oberes Murrtal gehört ein großer Teil der Tallagen im Otterbach- und Gänsbachtal. Kleinere Anteile der Landschaftsschutzgebiete Gebiete nördlich und östlich Welzheim und Welzheimer Wald mit Leintal reichen im Süden und Südosten vom Lein-Einzugsgebiet herüber.
Ein relativ großes Kaisersbacher Wasserschutzgebiet Dosenklingenquellen umfasst überwiegend das Einzugsgebiet des Weidenbachs, drei kleinere liegen im oberen Einzugsgebiet des Schimmelbächles sowie auf der Hochebene westlich von Kirchenkirnberg.
Das gesamte Einzugsgebiet liegt im Naturpark Schwäbisch-Fränkischer Wald.

### LUBW
Amtliche Online-Gewässerkarte mit passendem Ausschnitt und den hier benutzten Layern: Lauf und Einzugsgebiet des Otterbachs

Allgemeiner Einstieg ohne Voreinstellungen und Layer: Daten- und Kartendienst der Landesanstalt für Umwelt Baden-Württemberg (LUBW) (Hinweise)
1. 1 2 3 4 5  Höhe nach dem Höhenlinienbild auf dem Hintergrundlayer Topographische Karte.
2. 1 2  Länge nach dem Layer Gewässernetz (AWGN).
3. 1 2 3 4  Einzugsgebiet aufsummiert aus den Teileinzugsgebieten nach dem Layer Basiseinzugsgebiet (AWGN).
4. 1 2  Seefläche nach dem Layer Stehende Gewässer.
5. ↑  Einzugsgebiet nach dem Layer Basiseinzugsgebiet (AWGN).
6. ↑  Der Name Dosenklinge findet sich auf dem Layer Liegenschaften und Gewässer als Gewannname zweimal auf der linken, Murrhardter Seite des Kerbtaleinschnitts und auch als Beschriftung für die Klinge auf einem älteren Messtischblatt. Dagegen beschriftet die Topographische Karte diese als Doschenklinge. Nach dem Layer Liegenschaften und Gewässer heißt ein Gewann auf der rechten, Kaisersbacher Seite des Kerbtaleinschnitts Tosenbach. Vermutlich ist der Name also durch den zuweilen rauschenden Wasserfall am Zusammenfluss von Otterbach und Weidenbach motiviert. Das initiale t von schriftsprachlich tosen wird in der Region stimmhaft ausgesprochen. Insgesamt erscheint deshalb die Namensform Dosenklinge glaubhafter.
7. 1 2 3  Höhe nach grauer Beschriftung auf dem Hintergrundlayer Topographische Karte.
8. 1 2 3 4 5 6 7 8 9 10 11 12 13 14 15  Einzugsgebiet abgemessen auf dem Hintergrundlayer Topographische Karte.
9. 1 2  Länge nach dem Layer Gewässernetz (AWGN), ergänzt um ein kleines, auf der Gewässerkarte nicht berücksichtigtes Anfangsstück, das auf dem Hintergrundlayer Topographische Karte abgemessen wurde.
10. 1 2  Seefläche abgemessen auf dem Hintergrundlayer Topographische Karte.
11. 1 2  Länge abgemessen auf dem Hintergrundlayer Topographische Karte.
12. ↑  Geotope nach dem einschlägigen Layer.
13. ↑  Schutzgebiete nach den einschlägigen Layern, Bachnatur teilweise nach dem Layer Biotop.

### Andere Belege
1. 1 2  Hansjörg Dongus: Geographische Landesaufnahme: Die naturräumlichen Einheiten auf Blatt 171 Göppingen. Bundesanstalt für Landeskunde, Bad Godesberg 1961. → Online-Karte (PDF; 4,3 MB)
2. ↑  Geologie nach den Layern zu Geologische Karte 1:50.000 auf: Mapserver des Landesamtes für Geologie, Rohstoffe und Bergbau (LGRB) (Hinweise). Ein ähnliches Bild bietet die unter → Literatur aufgeführte geologische Karte.